# Läraren som lovade havet
Läraren som lovade havet (originaltitel: El maestro que prometió el mar) är en spansk film från 2023 i regi av Patricia Font. Manuset till filmen bygger på en bok av Francesc Escribano.

## Handling
Filmen utspelar sig parallellt på två tidsplan − 1935−1936 respektive 2010 − och mot bakgrund av det spanska inbördeskriget.
Dels berättas den sanna historien om den katalanske läraren Antoni Benaiges, som 1935 ankom den lilla byn Bañuelos de Bureba i provinsen Burgos för att undervisa i byskolan där. Hans undervisningsmetoder var anti-auktoritära och innovativa, i hög inspirerade av den franska Freinetpedagogiken, något som ledde till konflikter med de lokala makthavarna. Vid inledningen av inbördeskriget blev han måltavla för falangistiska milismän.
75 år senare besöker en ung kvinna en nyss utgrävd massgrav i närheten av byn för att undersöka om hennes morfars far, som försvann under kriget, möjligen är begravd där. Genom sitt sökande upptäcker hon historien om byskoleläraren och vad han har betytt för vissa människor i trakten, inklusive hennes egen familj.

## Rollista
- Laia Costa - Ariadna
- Enric Auquer - Antoni Benaiges
- Luisa Gavasa - Charo